# Sydney International
Medibank International — професійний щорічний тенісний турнір, який проводиться на початку року в Сіднеї. Заснований в 1885 році, і є другим, після Вімблдонського турніру, найстарішим тенісним турніром. Турнір включає як чоловічні, так і жіночі змагання в одиночному і парному розрядах.

## Фінали

### Чоловіки. Одиночний розряд
| Рік        | Чемпіон                | Фіналіст              | Рахунок                    |
| ---------- | ---------------------- | --------------------- | -------------------------- |
| 2018       | Данило Медведєв        | Алекс де Мінор        | 1–6, 6–4, 7–5              |
| 2017       | Жиль Мюллер            | Деніел Еванс          | 7–6(7-5), 6–2              |
| 2016       | Віктор Троїцький       | Григор Димитров       | 2–6, 6–1, 7-6(9–7)         |
| 2015       | Віктор Троїцький       | Михайло Кукушкін      | 6–2, 6–3                   |
| 2014       | Хуан Мартін дель Потро | Бернард Томич         | 6–3, 6–1                   |
| 2013       | Бернард Томич          | Кевін Андерсон        | 6–3, 6–7(2–7), 6–3         |
| 2012       | Яркко Ніємінен         | Жульєн Беннето        | 6–2, 7–5                   |
| 2011       | Жіль Сімон             | Віктор Троїцький      | 7–5, 7–6(7–4)              |
| 2010       | Маркос Багдатіс        | Рішар Гаске           | 6–4, 7–6(7–2)              |
| 2009       | Давид Налбандян        | Яркко Ніємінен        | 6–3, 6–7, 6–2              |
| 2008       | Дмитро Турсунов        | Кріс Гуччоне          | 7–6, 7–6                   |
| 2007       | Джеймс Блейк           | Карлос Моя            | 6–3, 5–7, 6–1              |
| 2006       | Джеймс Блейк           | Ігор Андреєв          | 6–2, 3–6, 7–6              |
| 2005       | Ллейтон Г'юїтт         | Іво Мінарж            | 7–5, 6–0                   |
| 2004       | Ллейтон Г'юїтт         | Карлос Моя            | 4–3 retired                |
| 2003       | Лі Хьюн-Тайк           | Хуан-Карлос Ферреро   | 4–6, 7–6, 7–6              |
| 2002       | Роджер Федерер         | Хуан Ігнасіо Чела     | 6–3, 6–3                   |
| 2001       | Ллейтон Г'юїтт         | Магнус Норман         | 6–4, 6–1                   |
| 2000       | Ллейтон Г'юїтт         | Джейсон Столтенберг   | 6–4, 6–0                   |
| 1999       | Тодд Мартін            | Алекс Корретха        | 6–3, 7–6                   |
| 1998       | Карол Кучера           | Тім Генман            | 7–5, 6–4                   |
| 1997       | Тім Генман             | Карлос Моя            | 6–3, 6–1                   |
| 1996       | Тодд Мартін            | Горан Іванишевич      | 5–7, 6–3, 6–4              |
| 1995       | Патрік Макінрой        | Річард Фромберг       | 6–2, 7–6                   |
| 1994       | Піт Сампрас            | Іван Лендл            | 7–6, 6–4                   |
| 1993       | Піт Сампрас            | Томас Мустер          | 7–6, 6–1                   |
| 1992       | Еміліо Санчес          | Гі Форже              | 6–3, 6–4                   |
| 1991       | Гі Форже               | Міхаель Штіх          | 6–3, 6–4                   |
| 1990       | Яннік Ноа              | Карл-Уве Штеб         | 5–7, 6–3, 6–4              |
| 1989       | Аарон Крікштайн        | Андрій Черкасов       | 6–4, 6–2                   |
| 1988       | Джон Фіцджеральд       | Андрій Чесноков       | 6–3, 6–4                   |
| 1987       | Мирослав Мечирж        | Пітер Дуан            | 6–2, 6–4                   |
| 1986       | не проводився          | не проводився         | не проводився              |
| 1985       | Анрі Леконт            | Келлі Евернден        | 6–7, 6–2, 6–3              |
| 1984       | Джон Фіцджеральд       | Семмі Джаммалва       | 6–3, 6–3                   |
| 1983       | Йоакім Нюстрем         | Майк Бауер            | 2–6, 6–3, 6–1              |
| 1982       | Джон Александер        | Джон Фіцджеральд      | 4–6, 7–6, 6–4              |
| 1981       | Тім Вілкінсон          | Кріс Люїс             | 6–4, 7–6, 6–3              |
| 1980       | Фріц Бюнінг            | Браян Тічер           | 6–3, 6–7, 7–6              |
| 1979       | Філ Дент               | Генк Пфлістер         | 6–4, 6–4, 7–5              |
| 1978       | Тім Вілкінсон          | Кім Ворвік            | 6–3, 6–3, 6–7, 3–6, 6–2    |
| 1977       | Роско Таннер           | Браян Тічер           | 6–3, 3–6, 6–3, 6–7, 6–3    |
| 1976       | Тоні Рош               | Дік Стоктон           | 6–3, 3–6, 6–3, 6–4         |
| 1975       | Росс Кейс              | Джон Маркс            | 6–2, 6–1,                  |
| 1974 Dec   | Тоні Рош               | Філ Дент              | 7–6, 4–6, 3–6, 6–2, 8–6    |
| 1974 Jan   | Джефф Мастерз          | Колін Діблі           | 6–1, 6–4, 6–2              |
| 1973       | Малколм Андерсон       | Кен Роузволл          | 6–3, 6–4, 6–4              |
| 1972       | Олександр Метревелі    | Патріс Домінгес       | 6–4, 6–4, 3–6, 6–1         |
| 1971       | Філ Дент               | Джон Александер       | 6–3, 6–4, 6–4              |
| 1970       | Род Лейвер             | Кен Роузволл          | 3–6, 6–2, 3–6, 6–2, 6–3    |
| 1969       | Тоні Рош               | Род Лейвер            | 6–4, 4–6, 9–7, 12–10       |
| 1968       | не проводився          | не проводився         | не проводився              |
| 1967       | Тоні Рош               | Род Емерсон           | 8–6, 6–1, 8–6              |
| 1966       | Фред Столл             | Джон Ньюкомб          | 12–10, 6–0, 6–0            |
| 1965       | Джон Ньюкомб           | Артур Еш              | 6–8, 6–2, 7–5, 6–1         |
| 1964       | Фред Столл             | Род Емерсон           | 4–6, 6–3, 11–9, 6–8, 6–3   |
| 1963       | Денніс Релстон         | Майк Сенгстер         | 6–8, 6–3, 6–4, 6–4         |
| 1962       | Ніл Фрейзер            | Кен Флетчер           | 6–4, 7–5, 3–6, 4–6, 6–3    |
| 1961       | Род Лейвер             | Род Емерсон           | 8–6, 6–3, 3–6, 4–6, 6–4    |
| 1960       | Ніл Фрейзер            | Беррі Маккей          | 10–8, 6–4, 7–5             |
| 1959       | Ніл Фрейзер            | Род Емерсон           | 11–9, 8–6, 6–3             |
| 1958       | Ешлі Купер             | Earl "Butch" Buchholz | 6–0, 6–1, 7–9, 6–2         |
| 1957       | Ешлі Купер             | Ніл Фрейзер           | 6–4, 6–3, 6–3              |
| 1956       | Кен Роузволл           | Ніл Фрейзер           | 6–4, 7–5, 6–4              |
| 1955       | Лью Гоуд               | Кен Роузволл          | 6–2, 6–3, 2–6, 6–1         |
| 1954       | Рекс Гартвіг           | Мервін Роуз           | 6–3, 6–4, 8–6              |
| 1953       | Лью Гоуд               | Кен Роузволл          | 8–6, 4–6, 9–7, 10–8        |
| 1952       | Френк Седжмен          | Кен Мак-Грегор        | 6–2, 4–6, 6–4, 6–2         |
| 1951       | Вік Сейксас            | Мервін Роуз           | 4–6, 9–7, 4–6, 7–5, 6–3    |
| 1950       | Арт Ларсен             | Френк Седжмен         | 3–6, 6–4, 6–3, 6–2         |
| 1949       | Джон Бромвіч           | Білл Сідвелл          | 6–3, 10–8, 3–6, 6–3        |
| 1948       | Джон Бромвіч           | Френк Седжмен         | 6–4, 6–1, 7–5              |
| 1947       | Едрієн Квіст           | Джеймс Брінк          | 6–4, 6–2, 2–6, 4–6, 6–3    |
| 1946       | Джон Бромвіч           | Дінні Пейлз           | 3–6, 6–3, 6–4, 6–4         |
| 1945       | Дінні Пейлз            | Джон Бромвіч          | 6–1, 6–2, 6–4              |
| 1944– 1941 | не проводився          | не проводився         | не проводився              |
| 1940       | Джон Бромвіч           | Едрієн Квіст          | 6–3, 4–6, 10–8, 6–8, 6–1   |
| 1939       | Джон Бромвіч           | Едрієн Квіст          | 2–6, 6–0, 6–4, 6–0         |
| 1938       | Джон Бромвіч           | Едрієн Квіст          | 6–2, 6–4, 6–1              |
| 1937       | Джон Бромвіч           | Едрієн Квіст          | 4–6, 6–4, 6–1, 2–6, 7–5    |
| 1936       | Джек Кроуфорд          | Джон Бромвіч          | 6–4, 3–6, 1–6, 11–9, 6–2   |
| 1935       | Едріен Квіст           | Гаррі Гопман          | 6–3, 6–1, 3–6, 8–10, 6–2   |
| 1934       | Джек Кроуфорд          | Феред Перрі           | 7–5, 2–6, 6–3, 1–6, 7–5    |
| 1933       | Джек Кроуфорд          | Гаррі Гопман          | 6–4, 8–6, 7–5              |
| 1932 Nov   | Еллсворт Вайнз         | Вілмер Еллісон        | 4–6, 6–1, 2–6, 6–4, 7–5    |
| 1932 Mar   | Джек Кроуфорд          | В. Б. Вокер           | 6–2, 6–3, 8–6              |
| 1931       | Джек Кроуфорд          | Гаррі Гопман          | 3–6, 6–3, 6–4, 6–4         |
| 1930       | Джек Каммінгс          | Едгар Мун             | 6–1, 6–0, 7–5              |
| 1929       | Джек Кроуфорд          | Кліффорд Спрул        | 6–1, 6–3, 6–3              |
| 1928       | Фред Калмз             | Джеймс Віллард        | 6–1, 6–4, 2–6, 3–6, 6–0    |
| 1927       | Джек Кроуфорд          | Річард Шлезінгер      | 7–5, 1–6, 9–7, 5–7, 6–4    |
| 1926       | Фред Калмз             | Ескелл Ендрюс         | 6–2, 6–4, 3–6, 6–4         |
| 1925       | Норман Піч             | А. Сейлер             | 6–4, 1–6, 4–6, 7–5, 8–6    |
| 1924       | Джералд Петтерсон      | Джеймс Віллард        | 6–4, 7–9, 6–2, 6–0         |
| 1923       | Джемс Андерсон         | Норман Піч            | 6–4, 6–3, 6–0              |
| 1922       | Роналд Томас           | Норман Піч            | 2–6, 6–3, 6–3, 6–8, 6–3    |
| 1921       | Джералд Петтерсон      | Джон Гокс             | walkover                   |
| 1920       | Р. Нілл                | Ерік Поклі            | 6–4, 4–6, 6–1, 6–3         |
| 1919       | Джемс Андерсон         | Р. Нілл               | 9–7, 2–6, 7–5, 6–1         |
| 1918– 1916 | не проводився          | не проводився         | не проводився              |
| 1915       | Генрі Марш             | Алфред Джонс          | 3–6, 6–4, 6–4, 0–6, 6–4    |
| 1914       | Джемс Андерсон         | Алфред Джонс          | 7–5, 3–6, 6–1, 6–3         |
| 1913       | Артур О'Гара Вуд       | Джемс Андерсон        | 6–3, 3–6, 6–1, 3–6, 6–0    |
| 1912       | Алфред Джонс           | Ешлі Кемпбелл         | 6–2, 3–6, 8–6, 2–1 retired |
| 1911       | Ешлі Кемпбелл          | Горас Райс            | 8–6, 6–3, 6–1              |
| 1910       | Гаррі Паркер           | Горас Райс            | 6–3, 4–6, 2–6, 8–6, 9–7    |
| 1909       | Родні Гіт              | Гренвілл Шарп         | 6–1, 3–6, 6–1, 0–6, 6–3    |
| 1908       | Родні Гіт              | Горас Райс            | 6–3, 6–4, 7–9, 6–4         |
| 1907       | Горас Райс             | Гаррі Паркер          | 6–4, 6–3, 3–6, 5–7, 6–1    |
| 1906       | Гренвілл Шарп          | Стенлі Дуст           | 6–1, 6–2, 6–2              |
| 1905       | не проводився          | не проводився         | не проводився              |
| 1904       | Гренвілл Шарп          | Горас Райс            | 6–3, 6–4, 6–2              |
| 1903       | Гренвілл Шарп          | Барні Мерфі           |                            |
| 1902       | Вілберфорс Івз         | Огаст Кірні           | 6–0, 7–5, 1–6, 6–2         |
| 1901       | Огаст Кірні            | Horace M. Rice        | 8–6, 1–6, 5–7, 6–1, 6–0    |
| 1900       | Горас Райс             | Леслі Пойдевін        | 6–0, 6–1, 3–6, 6–4         |
| 1899       | Огаст Кірні            | Девід Гейден          | 6–1, 6–0, 12–10            |
| 1898       | Генрі Кроссмен         | Алфред Данлоп         | 14–12, 6–1, 6–2            |
| 1897       | Алберт Кертіс          | Генрі Кроссмен        | 6–1, 6–0, 6–4              |
| 1896       | Генрі Кроссмен         | Горас Райс            | 6–3, 4–6, 6–1, 4–6, 6–0    |
| 1895       | Генрі Кроссмен         | Дадлі Вебб            | 6–4, 6–2, 6–3              |
| 1894       | Дадлі Вебб             | Бен Грін              | 5–7, 6–0, 6–2, 6–4         |
| 1893       | Дадлі Вебб             | Бен Грін              | 2–6, 5–7, 6–2, 6–3, 7–5    |
| 1892       | Дадлі Вебб             | Бен Грін              | 6–4, 2–6, 5–7, 10–8, 9–7   |
| 1891       | Вілберфорс Івз         | Дадлі Вебб            | 3–6, 6–3, 6–4, 8–6         |
| 1890       | Дадлі Вебб             | Herbert E. Webb       | 6–2, 6–3, 6–2              |
| 1889       | Артур Колкгун          | Дадлі Вебб            | 6–2, 0–6, 6–3, 6–2         |
| 1888       | Дадлі Вебб             | Чарлз Кроппер         | 6–0, 6–4, 7–5              |
| 1887       | Чарлз Кроппер          | Роберт Фітцджералд    | 6–4, 6–2, 6–0              |
| 1886       | Чарлз Кроппер          | Вільям Селмон         | 6–0, 6–0, 5–7, 8–6         |
| 1885       | Вільям Селмон          | Волтер Рідделл        | 1–6, 6–8, 6–3, 6–2, 6–3    |

### Чоловіки. Парний розряд
| Рік  | Переможці                     | Фіналісти                          | Рахунок  |
| ---- | ----------------------------- | ---------------------------------- | -------- |
| 2018 | Лукаш Кубот Марсело Мело      | Ян-Леннард Струфф Віктор Троїцький | 6–3, 6–4 |
| 2017 | Веслі Колгоф Матве Мідделькоп | Джеймі Маррей Бруно Соарес         | 6–3, 7–5 |

### Жінки. Одиночний розряд
| Рік        | Чемпіонка                  | Фіналістка                 | Рахунок            |
| ---------- | -------------------------- | -------------------------- | ------------------ |
| 2019       | Петра Квітова (2)          | Ешлі Барті                 | 1–6, 7–5, 7–6(7–3) |
| 2018       | Анджелік Кербер            | Ешлі Барті                 | 6–4, 6–4           |
| 2017       | Йоганна Конта              | Агнешка Радванська         | 6–4, 6–2           |
| 2016       | Світлана Кузнецова         | Моніка Пуїг                | 6–0, 6–2           |
| 2015       | Петра Квітова              | Кароліна Плішкова          | 7–6(7–5), 7–6(8–6) |
| 2014       | Цветана Піронкова          | Анджелік Кербер            | 6–4, 6–4           |
| 2013       | Агнешка Радванська         | Домініка Цибулькова        | 6–0, 6–0           |
| 2012       | Вікторія Азаренко          | Лі На                      | 6–2, 1–6, 6–3      |
| 2011       | Лі На                      | Кім Клейстерс              | 7–6(7–3), 6–3      |
| 2010       | Олена Дементьєва (2)       | Серена Вільямс             | 6–3, 6–2           |
| 2009       | Олена Дементьєва           | Дінара Сафіна              | 6–3, 2–6, 6–1      |
| 2008       | Жустін Енен-Арденн (3)     | Світлана Кузнецова         | 4–6, 6–2, 6–4      |
| 2007       | Кім Клейстерс (2)          | Єлена Янкович              | 4–6, 7–6(7–1), 6–4 |
| 2006       | Жустін Енен-Арденн (2)     | Франческа Ск'явоне         | 4–6, 7–5, 7–5      |
| 2005       | Алісія Молік               | Саманта Стосур             | 6–7(5–7), 6–4, 7–5 |
| 2004       | Жустін Енен-Арденн         | Амелі Моресмо              | 6–4, 6–4           |
| 2003       | Кім Клейстерс              | Ліндсі Девенпорт           | 6–4, 6–3           |
| 2002       | Мартіна Хінгіс (3)         | Меган Шонессі              | 6–2, 6–3           |
| 2001       | Мартіна Хінгіс (2)         | Ліндсі Девенпорт           | 6–3, 4–6, 7–5      |
| 2000       | Амелі Моресмо              | Ліндсі Девенпорт           | 7–6(7–2), 6–4      |
| 1999       | Ліндсі Девенпорт           | Мартіна Хінгіс             | 6–4, 6–3           |
| 1998       | Аранча Санчес Вікаріо      | Вінус Вільямс              | 6–1, 6–3           |
| 1997       | Мартіна Хінгіс             | Дженніфер Капріаті         | 6–1, 5–7, 6–1      |
| 1996       | Моніка Селеш               | Ліндсі Девенпорт           | 4–6, 7–6(9–7), 6–3 |
| 1995       | Габріела Сабатіні (2)      | Ліндсі Девенпорт           | 6–3, 6–4           |
| 1994       | Кіміко Дате                | Мері Джо Фернандес         | 6–4, 6–2           |
| 1993       | Дженніфер Капріаті         | Анке Губер                 | 6–4, 6–1           |
| 1992       | Габріела Сабатіні          | Аранча Санчес Вікаріо      | 6–1, 6–1           |
| 1991       | Яна Новотна                | Аранча Санчес Вікаріо      | 6–4, 6–2           |
| 1990       | Наташа Звєрєва             | Барбара Паулюс             | 4–6, 6–1, 6–3      |
| 1989       | Мартіна Навратілова        | Катаріна Ліндквіст         | 6–2, 6–4           |
| 1988       | Пем Шрайвер                | Гелена Сукова              | 6–2, 6–3           |
| 1987       | Зіна Гаррісон              | Пем Шрайвер                | 6–2, 6–4           |
| 1986       | не проводився              | не проводився              | не проводився      |
| 1985       | Мартіна Навратілова (3)    | Гана Мандлікова            | 3–6, 6–1, 6–2      |
| 1984       | Мартіна Навратілова (2)    | Анн Генрікссон             | 6–1, 6–1           |
| 1983       | Джо Дьюрі                  | Кеті Джордан               | 6–3, 7–5           |
| 1982       | Мартіна Навратілова        | Івонн Гулагонг Коулі       | 6–0, 3–6, 6–1      |
| 1981       | Кріс Еверт                 | Мартіна Навратілова        | 6–4, 2–6, 6–1      |
| 1980       | Венді Тернбулл             | Пем Шрайвер                | 3–6, 6–4, 7–6      |
| 1979       | Гана Мандлікова            | Беттіна Бунге              | 6–3, 3–6, 6–3      |
| 1978       | Діанне Фромгольц Балештрат | Венді Тернбулл             | 6–2, 7–5           |
| 1977       | Івонн Гулагонг Коулі (4)   | Сью Баркер                 | 6–2, 6–3           |
| 1976       | Керрі Рід                  | Діанне Фромгольц Балештрат | 3–6, 6–3, 6–2      |
| 1975       | Івонн Гулагонг Коулі (3)   | Сью Баркер                 | 6–2, 6–4           |
| 1974 Dec   | Івонн Гулагонг (2)         | Маргарет Корт              | 6–3, 7–5           |
| 1974 Jan   | Карен Кранцке              | Івонн Гулагонг             | 6–2, 6–3           |
| 1973       | Маргарет Корт (8)          | Івонн Гулагонг             | 4–6, 6–3, 10–8     |
| 1972       | Івонн Гулагонг             | Вірджинія Вейд             | 6–1, 7–6           |
| 1971       | Маргарет Корт (7)          | Ольга Морозова             | 6–2, 6–2           |
| 1970       | Біллі-Джин Кінг            | Маргарет Корт              | 6–2, 4–6, 6–3      |
| 1969       | Маргарет Корт (6)          | Розмарі Касалс             | 6–1, 6–2           |
| 1968       | не проводився              | не проводився              | не проводився      |
| 1967       | Джуді Тегарт Дальтон       | Маргарет Корт              | walkover           |
| 1966       | Леслі Тернер Баурі         | Керрі Рід                  | 6–8, 9–7, 6–3      |
| 1965       | Маргарет Корт (5)          | Ненсі Річі                 | 6–2, 6–2           |
| 1964       | Маргарет Корт (4)          | Біллі-Джин Кінг            | 6–4, 6–3           |
| 1963       | Маргарет Корт (3)          | Джуді Тегарт Дальтон       | 6–1, 6–3           |
| 1962       | Маргарет Корт (2)          | Леслі Тернер Баурі         | 8–6, 6–2           |
| 1961       | Маргарет Корт              | Дарлін Гард                | 6–2, 6–1           |
| 1960       | Джян Ліейн О'Нілл (2)      | Маргарет Корт              | 6–1, 6–3           |
| 1959       | Джян Ліейн О'Нілл          | Мері Картер Рейтано        | 6–3, 3–6, 6–2      |
| 1958       | Рене Шурман Гайгарт        | Джян Ліейн О'Нілл          | 6–2, 4–6, 6–4      |
| 1957       | Лоррейн Коглан Робінсон    | Анджела Мортімер           | 6–4, 10–8          |
| 1956       | Алтеа Гібсон               | Шерлі Фрай                 | 10–8, 6–2          |
| 1955       | Мері Бевіс Гоутон          | Мері Картер Рейтано        | 9–7, 9–7           |
| 1954       | Берил Пенроуз              | Дженні Стейлі Гоуд         | 6–0, 1–6, 6–3      |
| 1953       | Телма Койн-Лонґ (5)        | Мері Бевіс Гоутон          | 6–1, 8–6           |
| 1952       | Морін Конноллі             | Джулі Семпсоон Гейвуд      | 6–3, 6–2           |
| 1951       | Телма Койн-Лонґ (4)        | Мері Бевіс Гоутон          | 6–2, 6–2           |
| 1950       | Ненсі Вінн Болтон (7)      | Есме Ешфорд                | 6–3, 6–2           |
| 1949       | Джойс Фіч Раймер           | Ненсі Вінн Болтон          | 4–6, 7–5, 7–5      |
| 1948       | Доріс Гарт                 | Джойс Фіч Раймер           | 1–6, 6–4, 6–2      |
| 1947       | Ненсі Вінн Болтон (6)      | Марі Тумей                 | 6–2, 6–1           |
| 1946       | Ненсі Вінн Болтон (5)      | Телма Койн-Лонґ            | 6–3, 4–6, 6–1      |
| 1945       | Ненсі Вінн Болтон (4)      | Нелл Голл Гопман           | 6–3, 6–3           |
| 1944– 1941 | не проводився              | не проводився              | не проводився      |
| 1940       | Телма Койн-Лонґ (3)        | Вів'єн Берг                | 6–3, 6–1           |
| 1939       | Ненсі Вінн Болтон (3)      | Телма Койн-Лонґ            | 8–6, 6–3           |
| 1938       | Телма Койн-Лонґ (2)        | Джоан Гартіган             | 6–2, 6–2           |
| 1937       | Ненсі Вінн Болтон (2)      | Телма Койн-Лонґ            | 6–3, 7–5           |
| 1936       | Ненсі Вінн Болтон          | Нелл Голл Гопман           | 4–6, 6–4, 6–1      |
| 1935       | Телма Койн-Лонґ            | Джоан Гартіган             | 6–2, 6–0           |
| 1934       | Дороті Раунд               | Емілі Гуд Вестакотт        | 6–2, 6–0           |
| 1933       | Джоан Гартіган (2)         | Луїз Бікертон              | 6–4, 6–2           |
| 1932 Dec   | Марджорі Кокс Кроуфорд (3) | Джоан Гартіган             | 4–6, 6–4, 6–4      |
| 1932 Jan   | Джоан Гартіган             | Маргарет Моулсворт         | 6–2, 6–2           |
| 1931       | Марджорі Кокс Кроуфорд (2) | Ула Валькенбург            | 7–5, 6–2           |
| 1930       | Луїз Бікертон              | Емілі Гуд                  | 6–3, 6–4           |
| 1929       | Дафне Акгерст              | Кетлін Ле Мессюрьє         | 6–2, 6–2           |
| 1928       | Сілвія Ленс Гарпер (2)     | Марджорі Кокс Кроуфорд     | 6–4, 6–4           |
| 1927       | Есна Бойд Робертсон (3)    | Дафне Акгерст              | 3–6, 6–3, 6–2      |
| 1926       | Есна Бойд Робертсон (2)    | Дафне Акгерст              | 3–6, 6–3, 6–0      |
| 1925       | Марджорі Кокс Кроуфорд     | Енні Грей Мартін           | 7–5, 6–1           |
| 1924       | Сілвія Ленс Гарпер         | Маргарет Моулсворт         | 6–2, 8–6           |
| 1923       | Есна Бойд Робертсон        | Маргарет Моулсворт         | 4–6, 6–2, 6–4      |
| 1922       | Ненсі Кертіс               | Маргарет Моулсворт         | 10–8, 5–7, 7–5     |
| 1921       | Маргарет Моулсворт (2)     | Сілвія Ленс Гарпер         | 6–2, 6–4           |
| 1920       | Енні Голлі                 | Енні Баркер Форд           | 6–4, 6–3           |
| 1919       | Маргарет Моулсворт         | Енні Баркер Форд           | 2–6, 6–4, 6–1      |
| 1918– 1916 | не проводився              | не проводився              | не проводився      |
| 1915       | Перл Стюарт (4)            | Енні Баркер Форд           | 6–4, 6–2           |
| 1914       | Перл Стюарт (3)            | Енні Баркер Форд           | 6–1, 6–0           |
| 1913       | Перл Стюарт (2)            | Енні Баркер Форд           | 6–2, 6–1           |
| 1912       | Енні Баркер Форд (3)       | Коллінгс                   | 6–0, 6–3           |
| 1911       | Перл Стюарт                | Коллінгс                   | 6–0, 6–3           |
| 1910       | Лілі Аддісон               | Перл Стюарт                | 6–0, 3–6, 6–2      |
| 1909       | Люсі Поуднелл              | Енні Бейкер                | 6–3, 6–3           |
| 1908       | Енні Бейкер (2)            | Коллінгс                   | 6–2, 6–2           |
| 1907       | Роуз Пейтон (6)            | Д. Гордон                  | 6–2, 6–0           |
| 1906       | Енні Бейкер                | Гардінер                   | 6–2, 6–1           |
| 1905       | не проводився              | не проводився              | не проводився      |
| 1904       | Роуз Пейтон (5)            | Лі                         | 6–1, 6–2           |
| 1903       | Роуз Пейтон (4)            | Бітті                      | 6–1, 6–0           |
| 1902       | Роуз Пейтон (3)            | Мері Дренсфілд             | 6–1, 6–2           |
| 1901       | Роуз Пейтон (2)            | Мері Дренсфілд             | 6–2, retired       |
| 1900       | Роуз Пейтон                | Фібі Гаулітт               | 6–1, 6–1           |
| 1899       | Фібі Гаулітт (3)           | Роуз Пейтон                | 3–6, 10–8, 7–5     |
| 1898       | Фібі Гаулітт (2)           | Мері Дренсфілд             | 6–4, 4–1, retired  |
| 1897       | Фібі Гаулітт               | Кейт Наннелі               | 6–3, 3–6, 6–4      |
| 1896       | Кейт Наннелі               | Мейбел Шоу                 | 6–2, 6–0           |
| 1895       | Мейбел Шоу (2)             | С. Дренсфілд               | 6–3, 2–6, 6–3      |
| 1894       | Мері Дренсфілд (2)         | Мейбел Шоу                 | walkover           |
| 1893       | Еллен Монтгомері Мейн (4)  | Мейбел Шоу                 | 6–0, 6–0           |
| 1892       | Мейбел Шоу                 | Мері Дренсфілд             | 7–5, 3–6, 6–4      |
| 1891       | Мері Дренсфілд             | Еллен Монтгомері Мейн      | walkover           |
| 1890       | Еллен Монтгомері Мейн (3)  | Мейбел Шоу                 | 6–0, 6–0           |
| 1889       | Еллен Монтгомері Мейн (2)  | Еллен Блексленд            | 6–3, 5–7, 6–4      |
| 1888       | Ліліан Скотт               | Еллен Монтгомері Мейн      | 8–6, 6–4           |
| 1887       | Еллен Монтгомері Мейн      | C. Грін                    | 8–6, 6–4           |
| 1886       | C. Грін                    | Енні Лем                   | 6–3, 6–2           |
| 1885       | Енні Лем                   | місс Гордон                | 6–5, 6–4           |

### Парний розряд. Жінки
| Рік  | Чемпіонки                                   | Фіналістки                               | Рахунок                 |
| ---- | ------------------------------------------- | ---------------------------------------- | ----------------------- |
| 2019 | Александра Крунич Катержина Сінякова        | Ходзумі Ері Аліція Росольська ]          | 6–1, 7–6(7–3)           |
| 2018 | Габріела Дабровскі Сю Іфань                 | Чжань Юнжань Андреа Главачкова           | 6–3, 6–1                |
| 2017 | Тімеа Бабош (2) Анастасія Павлюченкова      | Саня Мірза Барбора Заглавова-Стрицова    | 6–4, 6–4                |
| 2016 | Мартіна Хінгіс (2) Саня Мірза (2)           | Каролін Гарсія Крістіна Младенович       | 1–6, 7–5, [10–5]        |
| 2015 | Бетані Маттек-Сендс Саня Мірза (1)          | Ракель Копс-Джонс Абігейл Спірс          | 6–3, 6–3                |
| 2014 | Тімеа Бабош Луціє Шафарова                  | Сара Еррані (2) Роберта Вінчі (2)        | 7–5, 3–6, [10–7]        |
| 2013 | Надія Петрова Катарина Среботнік (2)        | Сара Еррані (1) Роберта Вінчі (1)        | 6–3, 6–4                |
| 2012 | Квета Пешке Катарина Среботнік (1)          | Лізель Губер Ліза Реймонд (2)            | 6–1, 4–6, [13–11]       |
| 2011 | Івета Бенешова Барбора Заглавова-Стрицова   | Квета Пешке Катарина Среботнік           | 4–6, 6–4, [10–7]        |
| 2010 | Кара Блек (2) Лізель Губер                  | Татьяна Гарбін Надія Петрова             | 6–1, 3–6, [10–3]        |
| 2009 | Сє Шувей Пен Шуай                           | Наталі Деші Кейсі Деллаква               | 6–0, 6–1                |
| 2008 | Янь Цзи Чжен Цзє                            | Тетяна Перебийніс Тетяна Пучек           | 6–4, 7–6(7–5)           |
| 2007 | Анна-Лена Гренефельд Меган Шонессі          | Маріон Бартолі Мейлен Ту                 | 6–3, 3–6, 7–6(7–2)      |
| 2006 | Коріна Мораріу Ренне Стаббс (3)             | Вірхінія Руано Паскуаль Паола Суарес     | 6–3, 5–7, 6–2           |
| 2005 | Бріанн Стюарт Саманта Стосур                | Олена Дементьєва Ай Суґіяма              | w/o                     |
| 2004 | Кара Блек (1) Ренне Стаббс (2)              | Дінара Сафіна Меган Шонессі              | 7–5, 3–6, 6–4           |
| 2003 | Кім Клейстерс Ай Суґіяма (3)                | Кончіта Мартінес Ренне Стаббс (3)        | 6–3, 6–3                |
| 2002 | Ліза Реймонд Ренне Стаббс (1)               | Мартіна Хінгіс (2) Анна Курнікова        | w/o                     |
| 2001 | Анна Курнікова Барбара Шетт                 | Ліза Реймонд (1) Ренне Стаббс (2)        | 6–2, 7–5                |
| 2000 | Жюлі Алар-Декюжі Ай Суґіяма (2)             | Мартіна Хінгіс (1) Марі П'єрс            | 6–0, 6–3                |
| 1999 | Олена Лиховцева Ай Суґіяма (1)              | Мері Джо Фернандес (3) Анке Губер        | 6–3, 2–6, 6–0           |
| 1998 | Мартіна Хінгіс (1) Гелена Сукова (5)        | Катріна Адамс Мередіт Макґрат            | 6–1, 6–2                |
| 1997 | Джиджі Фернандес Аранча Санчес Вікаріо (3)  | Ліндсі Девенпорт Наташа Звєрєва          | 6–3, 6–1                |
| 1996 | Ліндсі Девенпорт (2) Мері Джо Фернандес     | Лорі Макніл (2) Гелена Сукова (3)        | 6–3, 6–3                |
| 1995 | Ліндсі Девенпорт (1) Яна Новотна (2)        | Патті Фендік Мері Джо Фернандес (2)      | 7–5, 2–6, 6–4           |
| 1994 | Патті Фендік Мередіт Макґрат                | Яна Новотна (2) Аранча Санчес Вікаріо    | 6–2, 6–3                |
| 1993 | Пем Шрайвер (3) Елізабет Смайлі (2)         | Лорі Макніл (1) Ренне Стаббс (1)         | 7–6(7–4), 6–2           |
| 1992 | Аранча Санчес Вікаріо (2) Гелена Сукова (4) | Мері Джо Фернандес (1) Зіна Гаррісон     | 7–6(7–4), 6–7(4–7), 6–2 |
| 1991 | Аранча Санчес Вікаріо (1) Гелена Сукова (3) | Джиджі Фернандес Яна Новотна (1)         | 6–1, 6–4                |
| 1990 | Яна Новотна (1) Гелена Сукова (2)           | Лариса Нейланд Наташа Звєрєва            | 6–3, 7–5                |
| 1989 | Мартіна Навратілова (2) Пем Шрайвер (2)     | Елізабет Смайлі Венді Тернбулл (2)       | 6–3, 6–3                |
| 1988 | Енн Генрікссон Крістіан Жоліссен            | Клаудія Коде-Кільш (2) Гелена Сукова (2) | 7–6, 4–6, 6–3           |
| 1987 | Бетсі Нагелсен Елізабет Смайлі (1)          | Дженні Бірн Дженін Томпсон               | 6–7, 7–5, 6–1           |
| 1986 | не проводився                               | не проводився                            | не проводився           |
| 1985 | Гана Мандлікова Венді Тернбулл (2)          | Розалін Феербенк Кенді Рейнолдс          | 3–6, 7–6, 6–4           |
| 1984 | Клаудія Коде-Кільш Гелена Сукова (1)        | Венді Тернбулл (1) Шерон Волш            | 6–2, 7–6                |
| 1983 | Енн Гоббс Венді Тернбулл (1)                | Гана Мандлікова Гелена Сукова (1)        | 6–4, 6–3                |
| 1982 | Мартіна Навратілова (1) Пем Шрайвер (1)     | Клаудія Коде-Кільш (1) Ева Пфафф         | 6–2, 2–6, 7–6           |